# هنري باتيه
هنري باتيه (بالفرنسية: Henri Patey)‏ نقَّاش فرنسي بارز في أوائل القرن العشرين، عُرف بعمله في دار سك العملة في باريس، حيث شغل منصب النقَّاش العام خلال الفترة الممتدة من عام 1920 إلى عام 1930. اشتهر بإبداعه في تصميم المسكوكات التي استُخدمت في عدة مناطق خاضعة للانتداب الفرنسي، بالإضافة إلى العملات الوطنية الفرنسية.

## حياته ومسيرته
لا تتوفر الكثير من التفاصيل حول الحياة الشخصية لهنري باتي، لكن أعماله في مجال النقش على المسكوكات جعلت اسمه معروفًا بين المختصين في العملات. عمل في دار سك العملة بباريس، التي كانت في تلك الفترة الجهة المسؤولة عن تصميم وضرب العملات للعديد من المستعمرات والمناطق الخاضعة للانتداب الفرنسي.

## دوره في سك العملات خلال فترة الانتداب
خلال فترة الانتداب الفرنسي، كانت العملات التي تُستخدم في مناطق مثل سوريا ولبنان والمغرب تحمل توقيع دار السك في باريس، والذي يتمثل في علامة قرن الوفرة (Cornucopia)، وهو رمز شائع على العملات الفرنسية. إلى جانب هذه العلامة، وُجدت علامة النقَّاش المسؤول عن تصميم العملة، والتي تغيّرت مرة واحدة فقط خلال فترة الانتداب، حيث كان هنري باتي هو النقاش العام بين عامي 1920 و1930، قبل أن يخلفه نقاش آخر.
ساهم باتي في تصميم مسكوكات تضمنت تفاصيل فنية دقيقة، حيث كان أسلوبه يعتمد على الدقة في النقش وإبراز الرموز والشعارات الوطنية بطريقة متقنة، ما جعل عملاته تحظى بتقدير كبير بين جامعي العملات وهواة المسكوكات التاريخية.

## أبرز أعماله
خلال فترة عمله، ظهر توقيع "H. PATEY" أو الحرف "P" على بعض العملات التي صممها، مما جعل من السهل تمييز أعماله. من بين العملات التي حملت توقيعه:
- الليرة السورية واللبنانية التي صُكت في فترة العشرينيات.
- الفرنك المغربي المستخدم في المغرب خلال تلك الحقبة.
- عملات المستعمرات الفرنسية الأخرى التي كانت تُصنع في باريس.

## إرثه وتأثيره
رغم أن المعلومات عن حياته الشخصية قليلة، فإن إرث هنري باتي الفني لا يزال قائمًا من خلال المسكوكات التي حملت توقيعه. اليوم، تُعد العملات التي صممها قطعًا تاريخية قيّمة تهم المؤرخين وجامعي العملات، نظرًا لجودتها الفنية والتاريخية.